# Мішкоротоподібні
Мішкоротоподібні (Saccopharyngiformes) — ряд променеперих риб надряду Елопоїдні (Elopomorpha).

## Опис
Мішкоротоподібні ззовні схожі на вугроподібних, з якими раніше їх об'єднювали, але мають декілька відмінностей у внутрішній будові тіла. У мішкоротоподібних відсутні деякі кістки, зокрема, симплектична кістка, ребра та зяброва кришка, а також у них немає луски, черевних плавців та плавального міхура. Спинний і анальний плавці довгі. Щелепи великі з дрібними зубами. Рот риба може відкривати досить широко, щоб з'їсти здобич, що за розміром перевищує саму рибу. Міомери V-подібні, а не W-подібні як в інших риб. Найменший представник мішкоротоподібних Monognathus herringi — 4,8 см завдовжки, а найбільший Saccopharynx ampullaceus — 161 см.

## Спосіб життя
Глибоководні види, живуть на глибині понад 3000 м. Хижаки. Більшість видів відомі лише по одиничних екземплярах, тому погано вивчені. Мальки мішкоротоподібних схожі на лептоцефали вугрів.

## Класифікація
До ряду відносять 4 родини з 28 видами:
- Родина Cyematidae
  - Рід Cyema
    - Cyema atrum

  - Рід Neocyema
    - Neocyema erythrosoma
- Родина Eurypharyngidae — великороті
  - Рід Eurypharynx
    - Eurypharynx pelecanoides
- Родина Monognathidae
  - Рід Monognathus
    - Monognathus ahlstromi
    - Monognathus berteli
    - Monognathus bertini
    - Monognathus boehlkei
    - Monognathus bruuni
    - Monognathus herringi
    - Monognathus isaacsi
    - Monognathus jesperseni
    - Monognathus jesse
    - Monognathus nigeli
    - Monognathus ozawai
    - Monognathus rajui
    - Monognathus rosenblatti
    - Monognathus smithi
    - Monognathus taningi
- Родина Saccopharyngidae — мішкоротові
  - Рід Saccopharynx
    - Saccopharynx ampullaceus
    - Saccopharynx berteli
    - Saccopharynx harrisoni
    - Saccopharynx hjorti
    - Saccopharynx lavenbergi
    - Saccopharynx paucovertebratis
    - Saccopharynx ramosus
    - Saccopharynx schmidti
    - Saccopharynx thalassa
    - Saccopharynx trilobatus